# Oneta
Oneta ist eines von sechs Parroquias in der Gemeinde Villayón der autonomen Gemeinschaft Asturien in Spanien.

## Geographie
Oneta ist ein Parroquia mit 125 Einwohnern (2011) und einer Fläche von 9,84 km². Es liegt auf 317 m über dem Meeresspiegel. Der Ort liegt 6 km vom Hauptort Villayón der gleichnamigen Gemeinde entfernt.
Die Wasserfälle – Cascada de Oneta;
der Rio la Brana fließt 50 m südlich am Ort vorbei.

## Wirtschaft
Die Landwirtschaft prägt seit alters her die Region.

## Klima
Angenehm milde Sommer mit ebenfalls milden, selten strengen Wintern. In den Hochlagen können die Winter durchaus streng werden.

## Sehenswertes

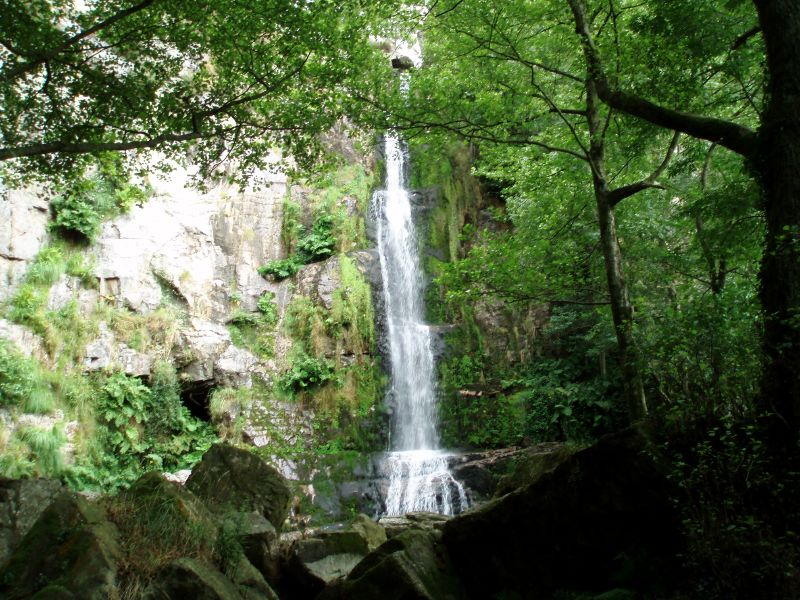
Die Wasserfälle von Oneta

- Cascada de Oneta

## Dörfer und Weiler in der Parroquia
- Oneta – 77 Einwohner (2007) 43° 27′ 52″ N, 6° 40′ 7″ W
- Brañuas (Vaqueiros) – 44 Einwohner (2007) 43° 28′ 40″ N, 6° 39′ 26″ W
- Linera – 14 Einwohner (2007) 43° 27′ 25″ N, 6° 40′ 18″ W